# Кост (замък)
Замъкът Кост (на чешки: Hrad Kost) е един от средновековните замъци на Чехия, разположен в резервата Чешки рай (окръг Ичин, Краловохрадецки край), в непосредствена близост до границата със Средночешкия край. Замъкът е построен през първата половина на 14 век в готически стил.

## Произход на името
Има няколко легенди за произхода на името на замъка, най-правдоподобната от които е свързана с факта, че основателят му, Бенеш от Вартемберк, е изписвал името си на италиански Benesius di Costi, откъдето идва и името на замъка.
Според друга легенда, замъкът дължи името си на Ян Жижка, за когото се твърди, че след дълга и безуспешна обсада на крепостта през 15 век, извиква: „Този замък е твърд като кост. Само куче може да го сдъвче!“

## Местоположение
Характерно за местоположението на замъка е това, че е построен в долината на пясъчниково възвишение, намиращо се на границата между две големи скалисти долини. Долината северно от замъка е образувана благодарение на течението на река Кленице и се нарича Прокопска. Южно от замъка се намира долината Плаканек. На северозапад от замъка се простира още една долина, която е безименна и също има речен произход. По-рано, от три страни около замъка са били разположени езерца, наречени Бяло, Черно и Лебедово. Първите две езерца са се запазили до наши дни.

## История на замъка
Замъкът е издигнат до 1349 г. от Бенеш от Вартемберк, тъй като през тази година той пренася резиденцията си от Соботка в Кост.
Замъкът многократно е сменял собствениците си. Родът на Бенеш от Вартемберк го владее до 1414 г., след което, в резултат на брачен съюз, замъкът преминава в ръцете на Микулаш Зайиц от Хазмбурк. През 1456 г., собственик на замъка Кост (заедно с крепостта Троски и Скалния замък) става Ян Зайиц, който взима участие в бунта срещу крал Иржи от Подебрад. След смъртта на Ян, собственик на замъка е Зденек Лев от Рожмитал (починал през 1535 г.), който през 1497 г. продава Кост на Върховния канцлер на Чешкото кралство Ян от Шелмберк, чиито потомци са владетели на замъка до 1524 г. Следващите собственици на Кост са от рода Биберщейн (от 1524 до 1551 г.). Ян Биберщейн пристроява към замъка ренесансово крило с голяма кухня. Тъй като той умира бездетен, замъкът е наследен от племенницата му и съпруга ѝ, Крищоф Попел Лобковиц, който изгражда към замъка пивоварна и други стопански постройки.
Родът Лобковиц е собственик на Кост до 1634 г., след което замъкът за известно време е собственост на генералисимус Албрехт фон Валенщайн, а от него преминава към рода Чернин от Худениц (от 1634 до 1738 г.). При Чернините замъкът постепенно запада и се е използвал като хамбар. От 1738 до 1769 г. Кост преминава във владение на Върховния маршал на кралството, Вацлав Казимир Нетолицки от Ейсенберк, при когото замъкът и околностите му придобиват правен статут на фидеикомис. Неговият син няма деца, така че фидеикомисът на замъка се предава в наследство по женска линия, при което всяка от наследниците добавя към своята фамилия второто фамилно име Нетолицки.
През 19 век замъкът е наследен от генерал-фелдмаршал граф Ойген Вратислав фон Митровиц, който също прибавя към своята фамилия името Нетолицки. През 1879 г. замъкът Кост преминава към италианските му племенници дал Борго, които наследяват от чичо си не само фамилията Нетолицки, но и титлата граф. Дал Борго-Нетолицки са собственици на замъка до 1948 г., когато Кост е конфискуван от комунистическото правителство на Чехословакия.
При комунистическия режим, в замъка е устроен музей на готически и ренесансови произведения на изкуството. През 1992 г. правителството на Чешката република реституира Кост и прилежащите му земи на Джовани Кински дал Борго, син на последната владетелка на замъка, Анна-Мария дал Борго-Нетолицки и съпруга ѝ, Норберт Кински, чешки аристократ-емигрант.